# Justicia linearifolia
Justicia linearifolia là một loài thực vật có hoa trong họ Ô rô. Loài này được (Bremek.) H.S. Lo mô tả khoa học đầu tiên năm 1997.